# كورتيس شيبارد
كورتيس شيبارد (بالإنجليزية: Curtis Sheppard)‏ (1919 - ) هو ملاكم أمريكي.